# 고리 화합물
고리 화합물(영어: cyclic compound) 또는 고리형 화합물은 분자의 구조에 고리가 있는 것이다. 고리 화합물은 구조가 강력히 고정되어 있어서 분자 결합의 회전이 잘 나타나지 않는다.
크게 '탄소 고리 화합물'과 '헤테로고리 화합물', '무기고리 화합물'의 3가지로 나뉜다.

## 같이 보기
- 사이클로알케인
- 헤테로고리 화합물
- 스피로 화합물
- 비고리형 화합물